# Avenue Rebouças
L'avenue Rebouças est une voie publique très fréquentée de la ville de São Paulo au Brésil.

## Situation et accès
Elle relie l'avenue Paulista à la Marginal Pinheiros et de là au Centre-ville, en passant par la rua da Consolação. L'avenue Rebouças est caractérisée comme l'un des principaux axes routiers et de transports en commun de la ville et est classée comme voie artère. En raison de sa grande importance en tant que centre financier et commercial, l'avenue a une circulation automobile intense pendant la majeure partie de la journée.
La ligne 4 - Jaune du métro de São Paulo passe sur l'avenue et la station Oscar Freire se situe à l'avenue, à l'intersection avec la rue Oscar Freire.

## Origine du nom
La voie rend hommage à l'abolitionniste et ingénieur baiano André Rebouças, né noir et issu d'une famille libre, qui, avec son frère, également ingénieur Antônio Pereira Rebouças Filho (pt), a conçu et construit le chemin de fer entre Curitiba et Paranaguá.

## Historique
Initialement appelée « rua Doutor Rebouças », elle a été inaugurée en 1916, et son tracé remonte à un tronçon de l'ancien chemin de Peabiru. Dans les années 1930, elle est devenue l'une des principales liaisons répertoriées dans le « Plan des avenues » du maire de l'époque, Francisco Prestes Maia.
L'avenue commence à rua da Consolação, au numéro 2 608, dans le complexe routier Rebouças, et s'étend jusqu'à la Marginal Pinheiros. Son tronçon principal est doublé et a une longueur de 3,3 kilomètres, se terminant à l'avenue Brigadeiro Faria Lima, à l'intersection où se trouve le tunnel Jornalista Fernando Vieira de Mello, inauguré en 2004. L'autre tronçon, moins connu, est une rue à double sens, parallèle à l'avenue Eusébio Matoso, qui se termine à l'avenue Nações Unidas (Marginal Pinheiros), en face du Shopping Eldorado.

## Trafic
En 2006, l'intersection de l'avenida Rebouças et de l'avenida Brigadeiro Faria Lima a été classée par le Jornal da Tarde comme « la pire adresse de São Paulo pour ceux qui prennent le bus », en raison de la ligne de bus quotidienne dans le couloir exclusif, qui était autrefois de quarante véhicules. Selon le journal, la situation "chaotique" de septembre traînait depuis un an, et chaque jour, SPTrans devait envoyer un groupe d'inspecteurs sur place pour tenter d'organiser le trafic. De ce fait, le corridor, construit en 2004 pour accélérer la liaison par les transports en commun entre le centre et la zone sud, a eu l'effet inverse de ce que l'on pensait initialement en éloignant les usagers des bus.
En juillet de la même année, la Mairie avait tenté de mettre en place la "Voie citoyenne" sur l'avenue, privilégiant les motos dans l'une des deux voies à l'extérieur du couloir de bus. Le projet était expérimental et prévoyait que la bannière serait placée, avec un losange vert citron aux bords blancs peints tous les deux cents mètres, sur les avenues Rebouças et Eusébio Matoso, en plus de la rue da Consolação. "Je suis convaincu que cette mesure, dans l'un des tronçons les plus importants de São Paulo, servira de référence pour que nous puissions, dès que possible, mettre en œuvre le projet dans les autres corridors", a déclaré Gilberto Kassab, maire de la ville à l'époque. La Voie citoyenne n'était que préférentiel, c'est-à-dire que les voitures ne seraient pas punies pour son utilisation. La Compagnie d'ingénierie de trafic (CET) a estimé que la mesure aiderait à discipliner les relations entre les conducteurs et les motocyclistes, réduisant ainsi le nombre d'accidents.
A l'ouverture, le 24 juillet, un lundi, il y a eu deux accidents sur la piste, dont un écrasement par un employé du CET qui faisait la publicité du projet, mais le CET a qualifié l'expérience de "réussite". Un motoboy entendu par JT a critiqué la ruelle, car les voitures étaient autorisées à y circuler : "Si nous restons derrière eux, notre service est compromis ; les livraisons seront toujours retardées." Les conducteurs doutaient également que l'expérience fonctionne. Deux jours après son ouverture, la Voie citoyenne a été appelée par JT la "voie de danger", car "tout [voyageait] sauf les motos", malgré la détermination du CET à utiliser la voie et à ne pas voyager entre les voitures.
Malgré la mauvaise expérience, CET a créé en septembre une nouvelle voie pour les motos sur l'avenue Sumaré, cette fois exclusivement pour ces véhicules. Selon le président du CET, Roberto Scaringella, il était impossible de rendre exclusive la voie de l'Avenida Rebouças en raison du trafic intense et des voies étroites. Les techniciens interrogés par la Folha de S.Paulo ont qualifié d'erreur la voie "préférencielle" de Rebouças : "Les conducteurs l'ont simplement ignoré, car s'ils restaient dans la [seule] voie qui leur avait été donnée, la vitesse diminuerait beaucoup." Dans un éditorial publié deux mois après l'ouverture, Folha a qualifié la voie de la Rebouças de "complètement inutile".

## Culture populaire
La rue est l'une des cartes du jeu de société Banco Imobiliário.